# Vivint Arena
Vivint Arena (stilizat ca vivint arena), fostă EnergySolutions Arena sau Delta Center, este o arenă sportivă situată în Salt Lake City, Utah, Statele Unite. Arena servește ca sediu pentru Utah Jazz, din cadrul National Basketball Association (NBA), și a găzduit și alte echipe sportive profesioniste, cum ar fi Utah Blaze, din Arena Football League, și Utah Starzz, din cadrul Women's National Basketball Association (WNBA). Are o capacitate de 18.306 locuri pentru baschet, 56 de apartamente de lux și 668 de locuri în loje.
Inaugurată în 1991, arena a fost cunoscută sub numele de Delta Center, în baza unui contract de drepturi de denumire încheiat cu Delta Air Lines, care are un centru la Aeroportul Internațional Salt Lake City. EnergySolutions, cu sediul în Salt Lake City, a cumpărat drepturile de denumire în noiembrie 2006, după ce Delta a decis să nu reînnoiască contractul de 15 ani din cauza declarării falimentului cu un an înainte. Din 2006 până în 2015, a fost cunoscută sub numele de EnergySolutions Arena. La 26 octombrie 2015, arena a fost redenumită ca parte a unui contract de drepturi de denumire pe 10 ani cu furnizorul de sisteme de securitate pentru locuințe Vivint, cu sediul în Provo. În august 2020, arena a renunțat la titlul "Smart Home" pentru a deveni Vivint Arena.
Arena a găzduit, de asemenea, competițiile de patinaj artistic și patinaj viteză pe pistă scurtă de la Jocurile Olimpice de iarnă din 2002, când s-a numit Salt Lake Ice Center.